# Galeria Wschodnia
Galeria Wschodnia – galeria sztuki w Łodzi działająca przy ul. Wschodniej 29/3. PRezentuje sztukę różnych dyscyplin, m.in. sztukę akcji, performance, instalacje, sztukę wideo, multimedia, fotografie, film, sztukę obiektu. 

## Historia
Początkiem działalności galerii było założenie pracowni w 1981 roku przez Piotra Bikonta, wówczas studenta łódzkiej Szkoły Filmowej i Wojciecha Czajkowskiego, muzyka jazzowego. Po generalnym remoncie w 1984 roku pracownia kontynuowała działalność pod nazwą Galeria Wschodnia.
W galerii odbywają się warsztaty, prezentacje oraz spotkania środowisk twórczych, prowadzone przez artystów  – Jerzego Grzegorskiego i Adama Klimczaka. 
Galeria prezentowała dotychczas dokonania kilkuset artystów, m.in. Zbigniewa Warpechowskiego, Sibylle Hofter, Stano Filko, Seana O'Reilly-ego, Grzegorza Sztabińskiego, Gerry Ammanna, Jana Berdyszaka, Antoniego Mikołajczyka, Pawła Kwieka, Jerzego Lewczyńskiego Zofii Rydet, Any Petry, Jana Świdzińskiego, Natalii LL, Józefa Robakowskiego, Zygmunta Rytki, Stefana Wojneckiego, Yaacova Hefetza, Andrzeja Różyckiego, Andrzeja Ciesielskiego, Janusza Bałdygi, Zygmunta Piotrowskiego, Mikołaja Smoczyńskiego, Teresy Murak, Leszka Golca, Marka Janiaka, Adama Rzepeckiego, Andrzeja Kwietniewskiego, Wojciecha Bruszewskiego, Zbigniewa Libery, Edwarda Łazikowskiego, Marka Chlandy, Marka Wasilewskiego, Ewy Zarzyckiej, Jerzego Truszkowskiego, Ryszarda Waśko, Anny Płotnickiej, Wojciecha Łazarczyka, Pawła Kwaśniewskiego, Wojciecha Zamiary, Witosława Czerwonki, Zbigniewa Taszyckiego, Mirosława Filonika, Tomasza Matuszaka, Sławomira Brzoski, Leszka Lewandowskiego, Amy Hauft, Leszka Knaflewskiego, Małgorzaty Borek, Sławomira Sobczaka, Macieja Kuraka, Zdzisława Pacholskiego, Elżbiety Kalinowskiej.